# Понте Метауро (Пезаро и Урбино)
Понте Метауро је насеље у Италији у округу Пезаро и Урбино, региону Марке.
Према процени из 2011. у насељу је живело 153 становника. Насеље се налази на надморској висини од 11 м.